# Chevrolet Camaro (1982)
Der Camaro ist ein Pony Car (ein Sportwagen) der US-amerikanischen Automobilmarke Chevrolet, die zum Automobilhersteller General Motors (GM) gehört. Laut Chevrolet leitet sich der Name „Camaro“ aus dem französischen Wort camarade ab, was sich mit „Kamerad“ oder „Freund“ übersetzen lässt. Der Camaro basiert auf der F-Body-Plattform von General-Motors, die er sich, wie bereits in den beiden vorangegangenen Generationen, mit seinem Schwestermodell Pontiac Firebird teilte. Sie war eine Universal-Plattform und umfasste die Bodengruppe von Windschutzscheibe/Spritzwand bis zum Heck.
Am 14. Januar 1982 kam die dritte Generation des in Van Nuys (Los Angeles) und Norwood gebauten Camaro auf den Markt. Das Design unterschied sich vollständig von dem der vorangegangenen Generationen. Die große und komplexe Heckscheibe spiegelte die jüngsten Fortschritte in der Autoglasverarbeitung wider. Die Windschutzscheibe war nun um 62 Grad geneigt und  brach damit eine interne GM-Regel, die diesen Winkel auf 60 Grad beschränkte. Der Rücksitz war umklappbar, um den Gepäckraum zu vergrößern, der durch die große Heckklappe zugänglich war. Der Camaro hatte nach allgemeinem Konsens ein besseres und kurvenfreudigeres Fahrwerk mit MacPherson-Federbeinen vorn und Schraubenfedern an der von Lenkern geführten starren Hinterachse. Bei dieser Generation wurden erste Modelle mit Kraftstoffeinspritzung, Vierstufen-Automatikgetriebe (anstelle des bisherigen Dreistufen-Automatikgetriebe), Fünfgang-Schaltgetriebe (das Viergang-Schaltgetriebe blieb 1982 und bei einigen Modellen der Jahre 1983/1984 Serie) ausgestattet. Die Wagen gab es mit einem Vierzylindermotor (infolge der zweiten Ölkrise des Jahres 1979) und 14- und 15-Zoll-Rädern. Die Fahrzeuglänge schrumpfte um ca. 250 mm, der Wagen wurde ca. 240 kg leichter, der Radstand verkürzte sich um knapp 180 mm. Die Tankklappe, sonst im Heckblech des Kofferraums, wurde auf die hintere Seitenwand der Fahrerseite verlegt.
Die häufig vom Käufer gewählte Motorisierung des Camaro waren großvolumige V8-Motoren mit mehr als 5 Liter Hubraum und bis zu 245 SAE-HP. Anfang der 1980er-Jahre gab es aber auch Reihen-Vierzylinder- und Sechszylinder-V-Motoren.

## Modellgeschichte

### Verfügbare Motoren und technische Daten
| Tabelle mit technischen Daten zum Chevrolet Camaro 3. Generation (Serienmodelle) | Tabelle mit technischen Daten zum Chevrolet Camaro 3. Generation (Serienmodelle)                      | Tabelle mit technischen Daten zum Chevrolet Camaro 3. Generation (Serienmodelle)                      | Tabelle mit technischen Daten zum Chevrolet Camaro 3. Generation (Serienmodelle)                      | Tabelle mit technischen Daten zum Chevrolet Camaro 3. Generation (Serienmodelle)                      | Tabelle mit technischen Daten zum Chevrolet Camaro 3. Generation (Serienmodelle)                      | Tabelle mit technischen Daten zum Chevrolet Camaro 3. Generation (Serienmodelle)                      | Tabelle mit technischen Daten zum Chevrolet Camaro 3. Generation (Serienmodelle)                      | Tabelle mit technischen Daten zum Chevrolet Camaro 3. Generation (Serienmodelle)                      | Tabelle mit technischen Daten zum Chevrolet Camaro 3. Generation (Serienmodelle)                      | Tabelle mit technischen Daten zum Chevrolet Camaro 3. Generation (Serienmodelle)                      | Tabelle mit technischen Daten zum Chevrolet Camaro 3. Generation (Serienmodelle)                      |
| Chevrolet Camaro                                                                 | 151                                                                                                   | 173                                                                                                   | 173                                                                                                   | 191                                                                                                   | 305                                                                                                   | 305                                                                                                   | 305                                                                                                   | 305                                                                                                   | 305                                                                                                   | 350                                                                                                   | 350                                                                                                   |
| -------------------------------------------------------------------------------- | --- | --- | --- | --- | --- | --- | --- | --- | --- | --- | --- |
| Bestellcode                                                                      | LQ9                                                                                                   | LC1                                                                                                   | LB8                                                                                                   | LH0                                                                                                   | LG4                                                                                                   | LU5                                                                                                   | L69 H.O.                                                                                              | LO3                                                                                                   | LB9                                                                                                   | L98                                                                                                   | B2L                                                                                                   |
| Motorname                                                                        | Iron Duke                                                                                             | General Motors 60° V6 Gen II                                                                          | General Motors 60° V6 Gen II                                                                          | General Motors 60° V6 Gen II                                                                          | Turbo-Fire (Small Block Chevrolet)                                                                    | Turbo-Fire (Small Block Chevrolet)                                                                    | Turbo-Fire (Small Block Chevrolet)                                                                    | Turbo-Fire (Small Block Chevrolet)                                                                    | Turbo-Fire (Small Block Chevrolet)                                                                    | Turbo-Fire (Small Block Chevrolet)                                                                    | Turbo-Fire (Small Block Chevrolet)                                                                    |
| Motorart                                                                         | Ottomotor                                                                                             | Ottomotor                                                                                             | Ottomotor                                                                                             | Ottomotor                                                                                             | Ottomotor                                                                                             | Ottomotor                                                                                             | Ottomotor                                                                                             | Ottomotor                                                                                             | Ottomotor                                                                                             | Ottomotor                                                                                             | Ottomotor                                                                                             |
| Motorarbeitsverfahren                                                            | Viertakt                                                                                              | Viertakt                                                                                              | Viertakt                                                                                              | Viertakt                                                                                              | Viertakt                                                                                              | Viertakt                                                                                              | Viertakt                                                                                              | Viertakt                                                                                              | Viertakt                                                                                              | Viertakt                                                                                              | Viertakt                                                                                              |
| Motorbauart                                                                      | 4-Zylinder Reihenmotor, längs eingebaut                                                               | 6-Zylinder-V-Motor, längs eingebaut                                                                   | 6-Zylinder-V-Motor, längs eingebaut                                                                   | 6-Zylinder-V-Motor, längs eingebaut                                                                   | 8-Zylinder-V-Motor, längs eingebaut                                                                   | 8-Zylinder-V-Motor, längs eingebaut                                                                   | 8-Zylinder-V-Motor, längs eingebaut                                                                   | 8-Zylinder-V-Motor, längs eingebaut                                                                   | 8-Zylinder-V-Motor, längs eingebaut                                                                   | 8-Zylinder-V-Motor, längs eingebaut                                                                   | 8-Zylinder-V-Motor, längs eingebaut                                                                   |
| Hubraum                                                                          | 2471 cm3 (151 in3)                                                                                    | 2829 cm3 (173 in3)                                                                                    | 2829 cm3 (173 in3)                                                                                    | 3128 cm3 (191 in3)                                                                                    | 5002 cm3 (305 in3)                                                                                    | 5002 cm3 (305 in3)                                                                                    | 5002 cm3 (305 in3)                                                                                    | 5002 cm3 (305 in3)                                                                                    | 5002 cm3 (305 in3)                                                                                    | 5733 cm3 (350 in3)                                                                                    | 5733 cm3 (350 in3)                                                                                    |
| Bohrung × Hub                                                                    | 101,6 mm × 76,2 mm (4 in × 3 in)                                                                      | 88,9 mm × 75,95 mm (3,5 in × 2,99 in)                                                                 | 88,9 mm × 75,95 mm (3,5 in × 2,99 in)                                                                 | 88,9 mm × 84 mm (3,5 in × 3,31 in)                                                                    | 94,9 mm × 88,4 mm (3,736 in × 3,48 in)                                                                | 94,9 mm × 88,4 mm (3,736 in × 3,48 in)                                                                | 94,9 mm × 88,4 mm (3,736 in × 3,48 in)                                                                | 94,9 mm × 88,4 mm (3,736 in × 3,48 in)                                                                | 94,9 mm × 88,4 mm (3,736 in × 3,48 in)                                                                | 101,6 mm × 88,4 mm (4 in × 3,48 in)                                                                   | 101,6 mm × 88,4 mm (4 in × 3,48 in)                                                                   |
| Bankwinkel                                                                       | - | 60°                                                                                                   | 60°                                                                                                   | 60°                                                                                                   | 90°                                                                                                   | 90°                                                                                                   | 90°                                                                                                   | 90°                                                                                                   | 90°                                                                                                   | 90°                                                                                                   | 90°                                                                                                   |
| Ventilsteuerung                                                                  | zwei hängende Ventile, seitliche Nockenwelle, Stößel, Stoßstangen und Kipphebel                       | OHV, zwei hängende Ventile, zentrale Nockenwelle, Stößel, Stoßstangen und Kipphebel                   | OHV, zwei hängende Ventile, zentrale Nockenwelle, Stößel, Stoßstangen und Kipphebel                   | OHV, zwei hängende Ventile, zentrale Nockenwelle, Stößel, Stoßstangen und Kipphebel                   | OHV, zwei hängende Ventile, zentrale Nockenwelle, Stößel, Stoßstangen und Kipphebel                   | OHV, zwei hängende Ventile, zentrale Nockenwelle, Stößel, Stoßstangen und Kipphebel                   | OHV, zwei hängende Ventile, zentrale Nockenwelle, Stößel, Stoßstangen und Kipphebel                   | OHV, zwei hängende Ventile, zentrale Nockenwelle, Stößel, Stoßstangen und Kipphebel                   | OHV, zwei hängende Ventile, zentrale Nockenwelle, Stößel, Stoßstangen und Kipphebel                   | OHV, zwei hängende Ventile, zentrale Nockenwelle, Stößel, Stoßstangen und Kipphebel                   | OHV, zwei hängende Ventile, zentrale Nockenwelle, Stößel, Stoßstangen und Kipphebel                   |
| Nockenwellenantrieb                                                              | Zahnriemen                                                                                            | Kette                                                                                                 | Kette                                                                                                 | Kette                                                                                                 | Kette                                                                                                 | Kette                                                                                                 | Kette                                                                                                 | Kette                                                                                                 | Kette                                                                                                 | Kette                                                                                                 | Kette                                                                                                 |
| Kühlung                                                                          | Wasserkühlung, mit an der Wasserpumpe montiertem Lüfter, starr oder motorabhängig über Visco-Kupplung | Wasserkühlung, mit an der Wasserpumpe montiertem Lüfter, starr oder motorabhängig über Visco-Kupplung | Wasserkühlung, mit an der Wasserpumpe montiertem Lüfter, starr oder motorabhängig über Visco-Kupplung | Wasserkühlung, mit an der Wasserpumpe montiertem Lüfter, starr oder motorabhängig über Visco-Kupplung | Wasserkühlung, mit an der Wasserpumpe montiertem Lüfter, starr oder motorabhängig über Visco-Kupplung | Wasserkühlung, mit an der Wasserpumpe montiertem Lüfter, starr oder motorabhängig über Visco-Kupplung | Wasserkühlung, mit an der Wasserpumpe montiertem Lüfter, starr oder motorabhängig über Visco-Kupplung | Wasserkühlung, mit an der Wasserpumpe montiertem Lüfter, starr oder motorabhängig über Visco-Kupplung | Wasserkühlung, mit an der Wasserpumpe montiertem Lüfter, starr oder motorabhängig über Visco-Kupplung | Wasserkühlung, mit an der Wasserpumpe montiertem Lüfter, starr oder motorabhängig über Visco-Kupplung | Wasserkühlung, mit an der Wasserpumpe montiertem Lüfter, starr oder motorabhängig über Visco-Kupplung |

Quellen: 

### 1982
Das Basis-Sportcoupé hatte serienmäßig den 2,5 Liter (151 in3) großen Vierzylindermotor „Iron Duke“ mit elektronischer Benzineinspritzung von Pontiac, der mit einer Verdichtung von 9 : 1 bei 4000 min−1 90 SAE-HP leistete. Der 2,8-Liter-V6-Motor (173 in3) mit 102 SAE-HP und der 5-Liter-V8-Motor (305 in3) mit 145 SAE-HP waren auf Wunsch lieferbar. Zur Serienausstattung zählten tiefgeschüsselte Radkappen und Räder der Dimension P195/75R14. In Wagenfarbe lackierte Aluminiumräder der Größe 7J×14 gab es gegen Mehrpreis. Die Preisliste begann für den Reihenvierzylinder bei 7631 USD, der V6 begann bei 7755 USD und der V8 bei 7925 USD.
Die Ausstattungsversion „Berlinetta“ gab es mit dem Sechszylindermotor ab 9266 USD oder ab 9436 USD mit dem 5-Liter-V8-Motor. Serienmäßig waren spezielle 7J×14-Aluspeichenräder in Goldtönung und mit „Berlinetta“-Naben auf denen P205/70R14-Reifen montiert waren, spezielle Zierstreifen, goldfarbene „Berlinetta“-Embleme, Scheinwerferhöhlen mit kontrastierender Farbgebung und Heckleuchten mit waagerechtem Zierstreifen in Gold/Schwarz. Innen zählten bei der Berlinetta spezielle Stoffbezüge und Teppichboden an der hinteren Gepäckablage und den hinteren Radausschnitten zur Serie, ebenso zusätzliche Dämmmatten, Zusatzinstrumente und ein spezielles Lenkrad mit „Berlinetta“-Emblem.
Im Z28 waren der 5-Liter-V8-Motor zu einem Preis von 9700 USD oder auf Wunsch der Fünfliter-Motor mit zentraler „Cross-Fire“-Saugrohreinspritzung ab 10.150 USD lieferbar. Die Vergasermaschine gab es mit Viergang-Schaltgetriebe oder Dreistufen-Automatikgetriebe; sie leistete 145 netto SAE-HP (147 DIN-PS), der Cross-Fire-V8-Motor kam auf 165 SAE-HP, war nur mit Automatikgetriebe im Programm. Die zeitgenössischen Sportcoupé-Freunde gaben dem Z28 gute Noten in Sachen Design und Straßenlage, bemängelten aber die geringe Leistung, insbesondere im Vergleich zum damaligen Ford Mustang GT mit High-Output-Fünfliter-V8-Motor; Chevrolet wollte später mit stärkeren Versionen des Camaro-Fünfliter-Motors gleichziehen und ersetzte die Viergang-Schaltgetriebe und Dreistufen-Automatikgetriebe durch modernere Fünfgang-Schaltgetriebe und Automatikgetriebe mit vier Schaltstufen, allerdings führte Ford am Mustang-Fünfliter-Motor ähnliche Neuerungen ein, der trotz der älteren Karosserie gegenüber dem Camaro zahlreiche Vorteile aufwies, darunter höhere Motorleistung, geringeres Gewicht und niedrigere Preise.
Alle Z28 mit dem Motor mit Zentraleinspritzung hatten Leichtbau-Motorhauben mit funktionellen Lufteinlässen. Allgemeine Merkmale des Z28 waren eine geänderte Front mit drei Lufteinlassschlitzen in der Motorhaube, ein dreiteiliger Heckspoiler und Frontspoiler sowie Schweller- und Heckschürzen in Gold oder Silber. Darüber befand sich ein zweifarbiger umlaufender Zierstreifen. Serienmäßig waren ferner Fünfspeichen-Aluminiumräder in der Größe 7J×15 mit silbernen oder goldenen Akzenten. Bereift war der Z28 mit P215/65R15 „White-Letter“-Reifen. Hinten rechts am Stoßfänger und auf den Schwellerschürzen befanden sich Z28-Embleme.
Der Camaro Z28 wurde von der Zeitschrift Motor Trend zum Auto des Jahres 1982 erkoren.
Der Camaro diente 1982 als Pace Car in Indianapolis; die Chevrolet-Händler verkauften 6360 Pace-Car-Repliken. Das Sondermodell war Silber und Blau lackiert, hatte Zierstreifen, 15-Zoll-Räder vom Z28 und ein Interieur in Silber/Blau mit sechsfach verstellbaren Sportsitzen von Lear-Seigler. In der Pace Car-Replika waren die regulären Motoren des Z28 lieferbar. Allerdings wurde das tatsächlich eingesetzte Pace Car von einem speziellen, stark überarbeiteten 5,7-Liter-V8-Motor angetrieben.
Im Jahr 1982 wurde 189.735 Fahrzeuge produziert, davon waren 64.882 Fahrzeuge ein Z28, 802 Wagen hatten den 4-Zylinder-Motor.
| Motorenauswahl Modelljahr 1982                     | Motorenauswahl Modelljahr 1982       | Motorenauswahl Modelljahr 1982                       | Motorenauswahl Modelljahr 1982                 | Motorenauswahl Modelljahr 1982     |
| Chevrolet Camaro                                   | 151                                  | 173                                                  | 305                                            | 305                                |
| -------------------------------------------------- | ------------------------------------ | ---------------------------------------------------- | ---------------------------------------------- | ---------------------------------- |
| Bestellcode                                        | LQ9                                  | LC1                                                  | LG4                                            | LU5                                |
| VIN-Code                                           | 2                                    | 1                                                    | H                                              | 7                                  |
| Verfügbarkeit                                      | Standard                             | Standard im Berlinetta, optional in anderen Modellen | Standard bei Z28, optional in anderen Modellen | Optional beim Z28                  |
| Motorname                                          | Iron Duke                            | General Motors 90° V6                                | Turbo-Fire (Small Block Chevrolet)             | Turbo-Fire (Small Block Chevrolet) |
| Bremsleistung (netto SAE-PS) bei Drehzahl in min−1 | 90 SAE-HP bei 4000                   | 102 SAE-HP bei 5100                                  | 145 SAE-HP bei 4000                            | 165 SAE-HP bei 4200                |
| max. netto Drehmoment bei min−1                    | 230 Nm (132 lbf·ft) bei 2800         | 192 Nm (142 lbf·ft) bei 2400                         | 325 Nm (240 lbf·ft) bei 2000                   | 325 Nm (240 lbf·ft) bei 2400       |
| Verdichtung                                        | 9,0 : 1                              | 8,5 : 1                                              | 8,6 : 1                                        | 8,6 : 1                            |
| Gemischaufbereitung                                | Drosselklappeneinspritzung (Pontiac) | ein Fallstrom-Doppelvergaser                         | ein Fallstrom-Doppel-Registervergaser          | „Cross-Fire“-Saugrohreinspritzung  |

### 1983
Als eben eingeführtes komplett neues Modell blieb der Camaro im Modelljahr 1983 weitgehend unverändert, es gab allerdings eine wichtige Neuerung bei den Motoren: der als anfällig geltende LU5 165-SAE-HP-Fünfliter-V8-Motor (305 in3) wich kurz nach Beginn des Modelljahres dem neuen L69 H.O.-Fünfliter-Motor mit Doppel-Registervergaser und 190 SAE-HP (193 DIN-PS), wodurch der Camaro dem Erzrivalen Mustang besser Paroli bieten konnte.
Nur 3223 Exemplare des L69 entstanden im Modelljahr 1983, was ihn heute recht selten macht. Der Basis-Camaro und der Berlinetta wurden, mit Ausnahme neuer Lackfarben, unverändert fortgeführt. Der 2,5 Liter (173 in3) hatte 92 SAE-HP, die Leistung der 2,8 Liter-Motors (173 in3) erreichte 107 SAE-HP bei 4800 min−1, der kleinste 5 Liter-V8 (305 in3) leistete 150 SAE-HP und die mittlere Leistungsstufe 175 SAE-HP beide ebenfalls bei 4800 min−1. Insgesamt wurden 154.381 Fahrzeuge hergestellt.
| Motorenauswahl Modelljahr 1983                     | Motorenauswahl Modelljahr 1983       | Motorenauswahl Modelljahr 1983                       | Motorenauswahl Modelljahr 1983                 | Motorenauswahl Modelljahr 1983     | Motorenauswahl Modelljahr 1983        |
| Chevrolet Camaro                                   | 151                                  | 173                                                  | 305                                            | 305                                | 305                                   |
| -------------------------------------------------- | ------------------------------------ | ---------------------------------------------------- | ---------------------------------------------- | ---------------------------------- | ------------------------------------- |
| Bestellcode                                        | LQ9                                  | LC1                                                  | LG4                                            | LU5                                | L69 H.O.                              |
| VIN-Code                                           | 2                                    | 1                                                    | H                                              | 7                                  | S                                     |
| Verfügbarkeit                                      | Standard                             | Standard im Berlinetta, optional in anderen Modellen | Standard bei Z28, optional in anderen Modellen | Optional beim Z28                  | Optional beim Z28                     |
| Motorname                                          | Iron Duke                            | General Motors 90° V6                                | Turbo-Fire (Small Block Chevrolet)             | Turbo-Fire (Small Block Chevrolet) | Turbo-Fire (Small Block Chevrolet)    |
| Bremsleistung (netto SAE-PS) bei Drehzahl in min−1 | 92 SAE-HP bei 4000                   | 107 SAE-HP bei 4800                                  | 150 SAE-HP bei 4000                            | 175 SAE-HP bei 4800                | 190 SAE-HP bei 4800                   |
| max. netto Drehmoment bei min−1                    | 182 Nm (134 lbf·ft) bei 2800         | 197 Nm (145 lbf·ft) bei 2400                         | 325 Nm (240 lbf·ft) bei 2400                   | 319 Nm (235 lbf·ft) bei 3200       | 338 Nm (249 lbf·ft) bei 3200          |
| Verdichtung                                        | 9,0 : 1                              | 8,5 : 1                                              | 8,6 : 1                                        | 8,6 : 1                            | 8,2 : 1                               |
| Gemischaufbereitung                                | Drosselklappeneinspritzung (Pontiac) | ein Fallstrom-Doppelvergaser                         | ein Fallstrom-Doppel-Registervergaser          | „Cross-Fire“-Saugrohreinspritzung  | ein Fallstrom-Doppel-Registervergaser |

### 1984

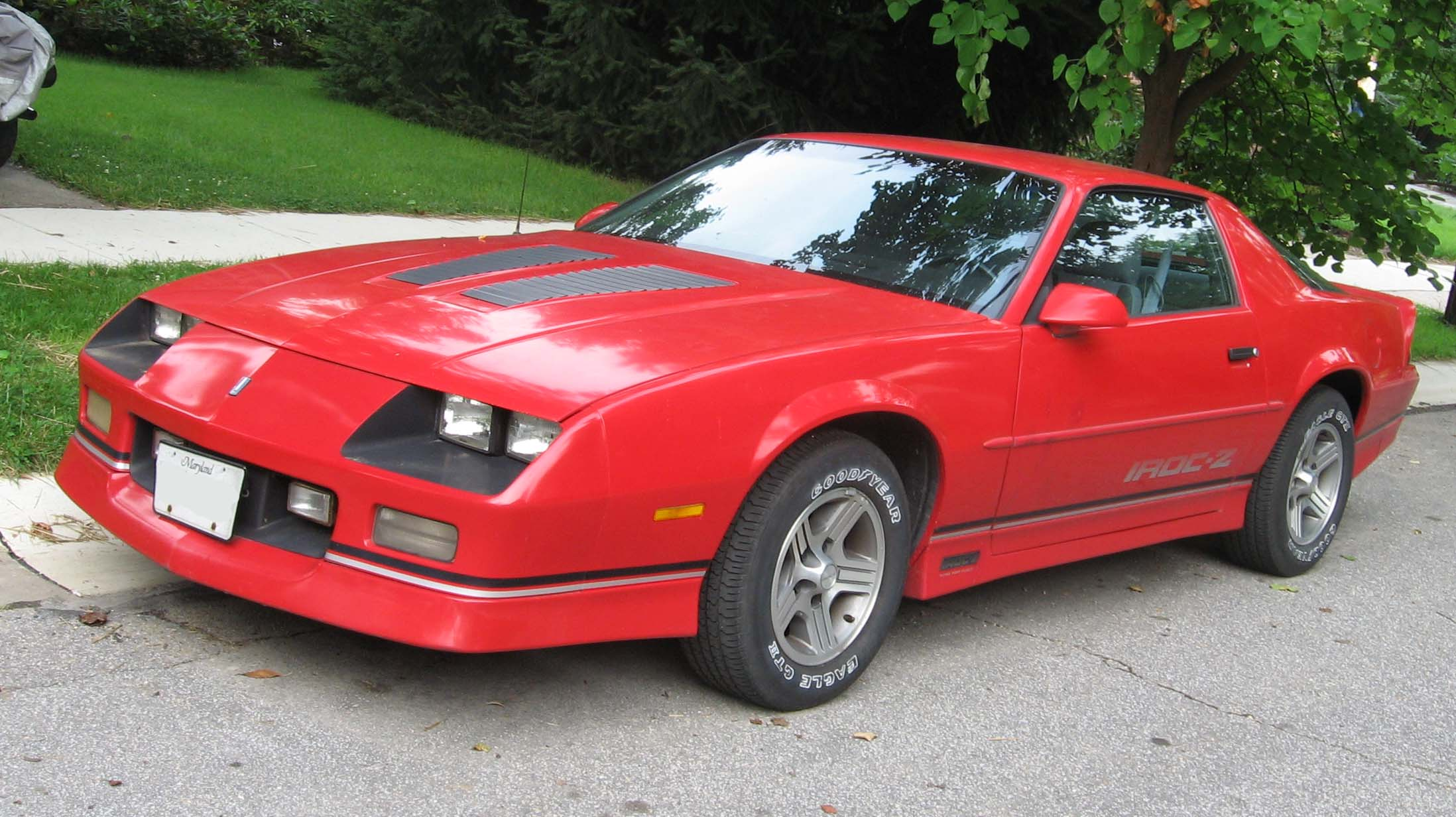
Chevrolet Camaro (1982–1992)

Der am 22. September 1983 eingeführte Camaro stieg in der Popularität, so dass im Modelljahr 261.591 Fahrzeuge produziert wurden, darunter waren 100.416 Z28. Das auf Grund seiner Verarbeitungsqualität und seines Aussehens kritisierte Armaturenbrett wurde überarbeitet. Beim Berlinetta waren digitale Anzeigeinstrumente serienmäßig, dazu eine Dachkonsole und Bedienungssatelliten mit Schaltern für Blinker, Tempomat, Klimaanlage, Scheibenwischer und Scheinwerfer.
Antriebsseitig entfiel der Cross-Fire-Fünfliter-Motor, Versionen mit Schaltgetriebe erhielten eine hydraulisch betätigte Kupplung und anstelle des Dreistufen-Automatikgetriebe kam das neue Overdrive-Automatikgetriebe Typ 700R4 ins Programm.
Den H.O.-Motor (L69) im Z28 gab es nun auch mit 4-Gang-Automatikgetriebe oder dem manuellen 5-Gang-Getriebe, der mit seinen 5 Litern 190 SAE-HP leistete.
| Motorenauswahl Modelljahr 1984                     | Motorenauswahl Modelljahr 1984       | Motorenauswahl Modelljahr 1984                       | Motorenauswahl Modelljahr 1984                 | Motorenauswahl Modelljahr 1984        |
| Chevrolet Camaro                                   | 151                                  | 173                                                  | 305                                            | 305                                   |
| -------------------------------------------------- | ------------------------------------ | ---------------------------------------------------- | ---------------------------------------------- | ------------------------------------- |
| Bestellcode                                        | LQ9                                  | LB8                                                  | LG4                                            | L69 H.O.                              |
| VIN-Code                                           | 2                                    | 1                                                    | H                                              | G                                     |
| Verfügbarkeit                                      | Standard                             | Standard im Berlinetta, optional in anderen Modellen | Standard bei Z28, optional in anderen Modellen | Optional beim Z28                     |
| Motorname                                          | Iron Duke                            | General Motors 90° V6                                | Turbo-Fire (Small Block Chevrolet)             | Turbo-Fire (Small Block Chevrolet)    |
| Bremsleistung (netto SAE-PS) bei Drehzahl in min−1 | 92 SAE-HP bei 4000                   | 107 SAE-HP bei 4800                                  | 150 SAE-HP bei 4000                            | 190 SAE-HP bei 4800                   |
| max. netto Drehmoment bei min−1                    | 182 Nm (134 lbf·ft) bei 2800         | 197 Nm (145 lbf·ft) bei 2100                         | 325 Nm (240 lbf·ft) bei 2400                   | 338 Nm (249 lbf·ft) bei 3200          |
| Verdichtung                                        | 9,0 : 1                              | 8,5 : 1                                              | 8,8 : 1                                        | 9,5 : 1                               |
| Gemischaufbereitung                                | Drosselklappeneinspritzung (Pontiac) | ein Fallstrom-Doppelvergaser                         | ein Fallstrom-Doppel-Registervergaser          | ein Fallstrom-Doppel-Registervergaser |

### 1985

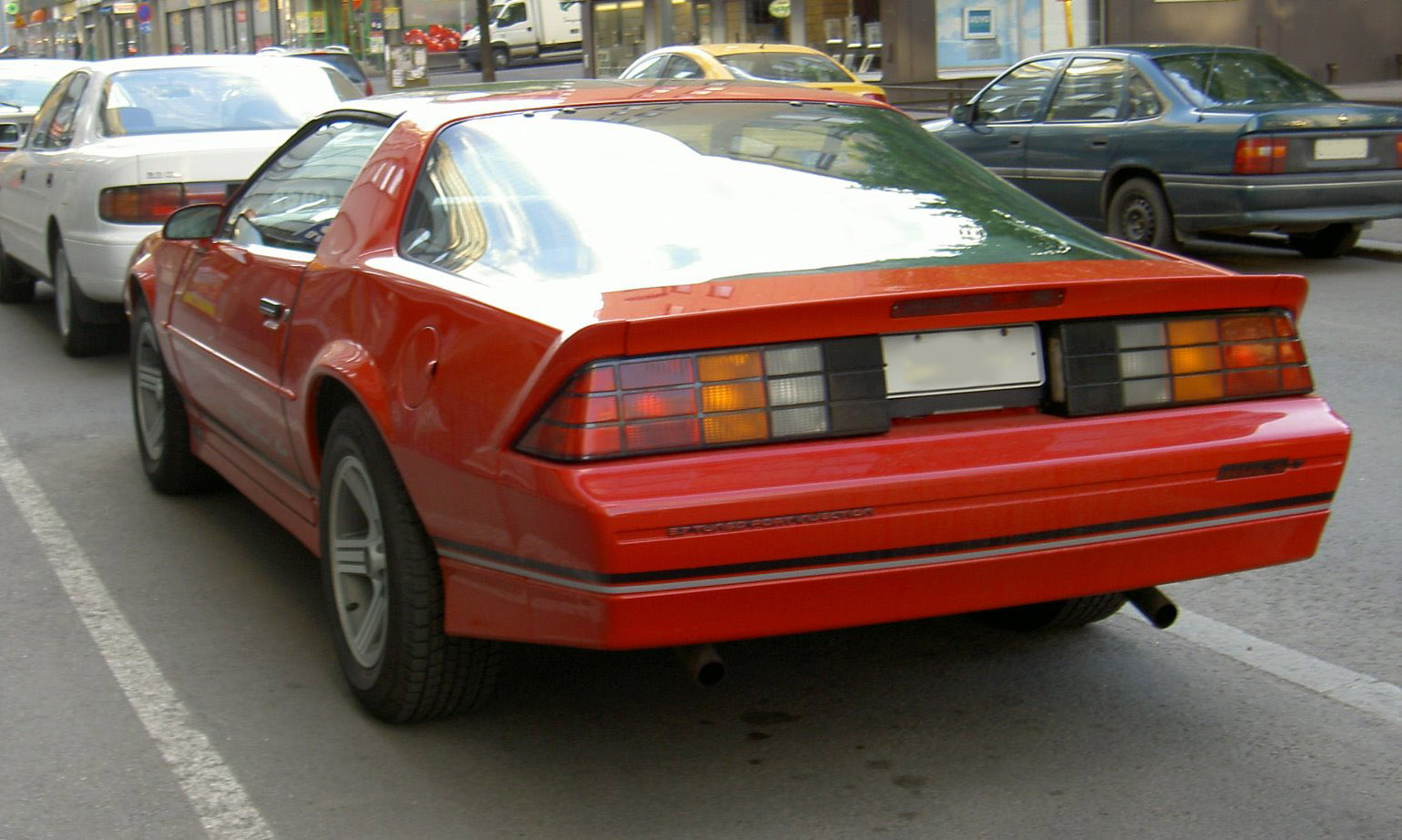
Chevrolet Camaro IROC-Z 5.0 Liter TPI, 5-Gang-Schaltgetriebe

Im Modelljahr 1985 gab es viel Neues – Chevrolet lancierte ein neues Camaro-Modell, den berühmten IROC-Z, so benannt nach der beliebten Rennserie International Race of Champions (IROC), wobei die Ergänzung um „Z“ eine Ableitung vom Z28 war. Er hatte ein verbessertes Fahrwerk, Zierstreifen und die Tuned-Port-Einspritzung des Corvette-Motors, ferner neue 16-Zoll-Fünfspeichenaluminiumräder im Format 16x8 und Goodyear Eagle GT-Reifen in der Größe P245/50ZR16. Fürs Erste erhielt nur der Fünfliter-Motor (305 in3) die TPI-Einspritzung; den 5,7-Liter-Motor vom Typ L98 gab es erst im Frühjahr 1986 und nur mit dem 700R4-Automatikgetriebe, dazu im IROC-Z mit 215 SAE-HP (218 DIN-PS) – im normalen Z28 gab es die Maschine nicht. Der Berlinetta erhielt als Standard-Motor den 2,8 Liter (173 in3) V6.
Alle Fahrzeuge des Modelljahres 1985 erhielten eine geänderte Frontpartie mit tiefer reichender Frontschürze und Frontspoiler am Z28 und dem neuen IROC-Z. Anstelle der speziellen Tachometer mit doppelter Anzeigenadel für km/h und Meilen pro Stunde kamen jetzt gewöhnliche, bis 85 Meilen pro Stunde reichende Tachos mit einer Nadel zum Einsatz. Der 2,8-Liter-V6 erhielt eine Multiport-Einspritzanlage, wodurch seine Leistung von 112 SAE-HP auf 135 SAE-HP stieg (114 DIN-PS bzw. 137 DIN-PS). Die selten verkaufte Vierzylinder-Motorisierung des Basismodells wurde nach diesem Baujahr eingestellt. Neues Detail waren an den Wischerblättern angebrachte Waschdüsen. Das Einstiegscoupé wurde auf P195/75R16 Ganzjahresreifen ausgeliefert, während der Berlinetta mit P205/75R14 bereift war und der Z28 mit P215/75R15.
| Motorenauswahl Modelljahr 1985                     | Motorenauswahl Modelljahr 1985       | Motorenauswahl Modelljahr 1985                       | Motorenauswahl Modelljahr 1985                            | Motorenauswahl Modelljahr 1985        | Motorenauswahl Modelljahr 1985                                            |
| Chevrolet Camaro                                   | 151                                  | 173                                                  | 305                                                       | 305                                   | 305                                                                       |
| -------------------------------------------------- | ------------------------------------ | ---------------------------------------------------- | --------------------------------------------------------- | ------------------------------------- | ------------------------------------------------------------------------- |
| Bestellcode                                        | LQ9                                  | LB8                                                  | LG4                                                       | L69 H.O.                              | LB9                                                                       |
| VIN-Code                                           | 2                                    | S                                                    | H                                                         | G                                     | F                                                                         |
| Verfügbarkeit                                      | Standard                             | Standard im Berlinetta, optional in anderen Modellen | Standard bei Z28 und IROC-Z, optional in anderen Modellen | Optional beim IROC-Z                  | Optional beim Z28 und IROC-Z                                              |
| Motorname                                          | Iron Duke                            | General Motors 90° V6                                | Turbo-Fire (Small Block Chevrolet)                        | Turbo-Fire (Small Block Chevrolet)    | Turbo-Fire (Small Block Chevrolet)                                        |
| Bremsleistung (netto SAE-PS) bei Drehzahl in min−1 | 88 SAE-HP bei 4400                   | 135 SAE-HP bei 5100                                  | 155 SAE-HP bei 4200                                       | 190 SAE-HP bei 4800                   | 215 SAE-HP bei 4400                                                       |
| max. netto Drehmoment bei min−1                    | 230 Nm (132 lbf·ft) bei 2800         | 224 Nm (165 lbf·ft) bei 3600                         | 332 Nm (245 lbf·ft) bei 2000                              | 325 Nm (240 lbf·ft) bei 3200          | 373 Nm (275 lbf·ft) bei 3200                                              |
| Verdichtung                                        | 9,0 : 1                              | 8,5 : 1                                              | 9,5 : 1                                                   | 9,5 : 1                               | 9,5 : 1                                                                   |
| Gemischaufbereitung                                | Drosselklappeneinspritzung (Pontiac) | Mehrpunkteinspritzung (MPI)                          | ein Fallstrom-Doppel-Registervergaser                     | ein Fallstrom-Doppel-Registervergaser | „Tuned Port“ Mehrpunkt-Saugrohr-Einspritzung (TPI), Elektronische Zündung |

### 1986
Der Camaro erhielt eine (nunmehr gesetzlich vorgeschriebene) dritte Bremsleuchte. Im Modelljahr 1986 saß diese bei allen Modellen (Basis, Z28 und IROC-Z) von innen an der Heckscheibe; später wurde sie im Heckspoiler integriert. Die Lackierung bestand aus einem Basislack, der mit Klarlack überzogen war. Verfügbar waren auch Nebelscheinwerfer.
Den Fünfliter-Motor mit Doppel-Registervergaser (L69) gab es letztmals, der 2,8-Liter-V6-Motor war im Basismodell serienmäßig – den Vierzylindermotor gab es nicht mehr. Im IROC-Z leistete der TPI-Fünfliter-Motor statt 215 nunmehr 190 SAE-HP (218 bzw. 193 DIN-PS). Chevrolet baute dem Vernehmen nach 1000 Camaro mit dem 5,7-Liter-V8-Motor mit Tuned-Port-Einspritzung (TPI) d. h. einer Multipoint-Einspritzung, aber ohne Klimaanlage. Optional waren für den Z28 P235/60VR15 Reifen verfügbar.
| Motorenauswahl Modelljahr 1986                     | Motorenauswahl Modelljahr 1986       | Motorenauswahl Modelljahr 1986                       | Motorenauswahl Modelljahr 1986                            | Motorenauswahl Modelljahr 1986        | Motorenauswahl Modelljahr 1986                                            |
| Chevrolet Camaro                                   | 151                                  | 173                                                  | 305                                                       | 305                                   | 305                                                                       |
| -------------------------------------------------- | ------------------------------------ | ---------------------------------------------------- | --------------------------------------------------------- | ------------------------------------- | ------------------------------------------------------------------------- |
| Bestellcode                                        | LQ9                                  | LB8                                                  | LG4                                                       | L69 H.O.                              | LB9                                                                       |
| VIN-Code                                           | 2                                    | S                                                    | H                                                         | G                                     | F                                                                         |
| Verfügbarkeit                                      | Standard                             | Standard im Berlinetta, optional in anderen Modellen | Standard bei Z28 und IROC-Z, optional in anderen Modellen | Optional beim Z28 und IROC-Z          | Optional beim Z28 und IROC-Z                                              |
| Motorname                                          | Iron Duke                            | General Motors 90° V6                                | Turbo-Fire (Small Block Chevrolet)                        | Turbo-Fire (Small Block Chevrolet)    | Turbo-Fire (Small Block Chevrolet)                                        |
| Bremsleistung (netto SAE-PS) bei Drehzahl in min−1 | 88 SAE-HP bei 4400                   | 135 SAE-HP bei 5100                                  | 165 SAE-HP bei 4400                                       | 190 SAE-HP bei 4800                   | 190 SAE-HP bei 4000                                                       |
| max. netto Drehmoment bei min−1                    | 176 Nm (130 lbf·ft) bei 2800         | 217 Nm (160 lbf·ft) bei 3900                         | 339 Nm (250 lbf·ft) bei 2000                              | 325 Nm (240 lbf·ft) bei 3200          | 386 Nm (285 lbf·ft) bei 3200                                              |
| Verdichtung                                        | 9,0 : 1                              | 8,9 : 1                                              | 9,5 : 1                                                   | 9,5 : 1                               | 9,5 : 1                                                                   |
| Gemischaufbereitung                                | Drosselklappeneinspritzung (Pontiac) | Mehrpunkteinspritzung (MPI)                          | ein Fallstrom-Doppel-Registervergaser                     | ein Fallstrom-Doppel-Registervergaser | „Tuned Port“ Mehrpunkt-Saugrohr-Einspritzung (TPI), Elektronische Zündung |

### 1987
Nach langer Erprobungsphase gab es im IROC-Z den 5,7-Liter-Motor mit TPI und den 5-Liter-TPI-V8-Motor mit Fünfganggetriebe. Äußerlich war der 5,7-Liter-Motor mit TPI nicht vom TPI-Fünfliter-Motor zu unterscheiden. Der 5-Liter-TPI-V8-Motor leistete mit Schaltgetriebe oder Automatikgetriebe 215 SAE-HP (218 DIN-PS). Die V8-Camaro besaßen neue rollengelagerte Stößel und geänderte Ventildeckel mit mittigen Schrauben; die Zylinderköpfe verfügten über verbesserte Dichtungen. Camaro mit den G92- und L98-Motoren erhielten ab Werk ein neues HD 7,75-Differential von BorgWarner, das bei Holden in Australien hergestellt wurde. Alle IROC-Z des Modelljahres 1987 mit dem 5,7-Liter-TPI-Motor besaßen hintere Scheibenbremsen, Selbstsperrdifferential und Ölkühler.
Auffälligste Änderung im Modelljahr 1987 war die in den Heckspoiler integrierte und nicht mehr an die Heckscheibe angesetzte dritte Bremsleuchte (mit Ausnahme des Basis-Coupés ohne Heckspoiler, wo die Leuchte am alten Ort verblieb). Die Ausstattungsvariante Berlinetta gab es nicht mehr, sie wich einem LT-Modell, Basis- und Z28-Versionen blieben unverändert im Programm. Neu waren als Extra herausnehmbare Dachhälften (T-Top) für 866 USD bestellbar. Im IROC-Z und im Z28 reichte der Tacho jetzt bis 145 Meilen pro Stunde (240 km/h), im Basismodell und im LT bis 110 Meilen pro Stunde (180 km/h). Der 2,8-Liter-V6-Motor und der Fünfliter-Vergasermotor blieben unverändert. Chevrolet reduzierte die einzeln verfügbaren Extras und schnürte vermehrt Ausstattungspakete (Equipment Group) für die Kunden, welche mehrere Extras beinhalteten und dementsprechend mehr kosteten.
Neu war hingegen das Camaro-Cabrio – das erste seit dem Modelljahr 1969. Den Umbau führte ASC auf Basis des Camaro mit T-Top aus, der über einen verstärkten Rahmen verfügte. Im ersten Jahr entstanden nur 1007 Stück. Da der Camaro 1987 seinen 20. Geburtstag feierte, galten die neuen Cabrios als Jubiläumsmodelle und erhielten eine Plakette mit der Prägung „20th Anniversary Commemorative Edition“ am Armaturenbrett.
| Motorenauswahl Modelljahr 1987                     | Motorenauswahl Modelljahr 1987 | Motorenauswahl Modelljahr 1987        | Motorenauswahl Modelljahr 1987                                            | Motorenauswahl Modelljahr 1987                                            |
| Chevrolet Camaro                                   | 173                            | 305                                   | 305                                                                       | 350                                                                       |
| -------------------------------------------------- | ------------------------------ | ------------------------------------- | ------------------------------------------------------------------------- | ------------------------------------------------------------------------- |
| Bestellcode                                        | LB8                            | LG4                                   | LB9                                                                       | L98                                                                       |
| VIN-Code                                           | S                              | H                                     | F                                                                         | 8                                                                         |
| Verfügbarkeit                                      | Standard beim Coupé            | Standard bei Z28 und IROC-Z           | Optional beim IROC-Z                                                      | Optional beim IROC-Z                                                      |
| Motorname                                          | General Motors 60° V6 Gen II   | Turbo-Fire (Small Block Chevrolet)    | Turbo-Fire (Small Block Chevrolet)                                        | Turbo-Fire (Small Block Chevrolet)                                        |
| Bremsleistung (netto SAE-PS) bei Drehzahl in min−1 | 135 SAE-HP bei 5100            | 165 SAE-HP bei 4400                   | 190 SAE-HP bei 4000 (215 SAE-HP bei 5-Gang-Getriebe)                      | 225 SAE-HP bei 4400                                                       |
| max. netto Drehmoment bei min−1                    | 217 Nm (160 lbf·ft) bei 3900   | 339 Nm (250 lbf·ft) bei 2000          | 386 Nm (285 lbf·ft) bei 2800                                              | 447 Nm (330 lbf·ft) bei 2800                                              |
| Verdichtung                                        | 8,9 : 1                        | 9,5 : 1                               | 9,3 : 1                                                                   | 9,0 : 1                                                                   |
| Gemischaufbereitung                                | Mehrpunkteinspritzung (MPI)    | ein Fallstrom-Doppel-Registervergaser | „Tuned Port“ Mehrpunkt-Saugrohr-Einspritzung (TPI), Elektronische Zündung | „Tuned Port“ Mehrpunkt-Saugrohr-Einspritzung (TPI), Elektronische Zündung |

### 1988
Im Modelljahr 1988 wurde das Camaro-Programm stark gestrafft; der sich schlecht verkaufende LT und der reguläre Z28 entfielen. Damit blieben lediglich das Basis-Coupé und der IROC-Z übrig; letzterer erhielt aufgrund des Entfalls des Basis-Z28 eine abgespeckte Ausstattung (so waren die zuvor serienmäßigen Fünfspeichen-16-Zoll-Aluminiumräder gegen Aufpreis lieferbar – Serie waren die alten 15-Zoll-Fünfspeichenräder aus Stahl des früheren Z28, die auch das Basis-Coupé erhielt). Die Spoiler und Schürzen des ehemaligen Z28 waren beim Grundmodell Serie. Alle Motoren des Modelljahres 1988 waren Einspritzer – der LO3 TBI-Fünfliter-V8-Motor erhielt eine zentrale Saugrohreinspritzung, mit der er 170 SAE-HP leistete, der 2,8-Liter-V6-Motor als LB8 erzeugte 135 SAE-HP mit der TPI, der Fünfliter-Motor LB9 leistete 220 SAE-HP bei 4400 min−1 und der L98 TPI 5,7-Liter-Motor brachte 230 SAE-HP auf die Straße. Die Reifendimensionen reichten von P215/65R15 als Standard beim Basis-Coupé bis zu P245/50VR16 im IROC-Z Paket 1 für 669 USD. Zum 13.490 USD teuren IROC-Z war das Extrapaket 3 bestellbar. Es kostete 3.273 USD und beinhaltete neben den vorgenannten 245er-Reifen auf Aluminiumrädern ein besseres Soundsystem, verstärkte Stabilisatoren, stärkere Federn, getönte Scheiben und eine Klimaanlage, eine höhenverstellbare Lenksäule, elektrische Fensterheber und Zentralverriegelung, eine elektrische Sitzverstellung sowie eine Geschwindigkeitsregelanlage und weitere Details.
Das Cabriolet wurde als Basis-Version 1859 und als IROC-Z 3761-mal verkauft. Insgesamt fanden 99.052 Camaro einen Käufer.
| Motorenauswahl Modelljahr 1988                     | Motorenauswahl Modelljahr 1988 | Motorenauswahl Modelljahr 1988     | Motorenauswahl Modelljahr 1988                                            | Motorenauswahl Modelljahr 1988                                            |
| Chevrolet Camaro                                   | 173                            | 305                                | 305                                                                       | 350                                                                       |
| -------------------------------------------------- | ------------------------------ | ---------------------------------- | ------------------------------------------------------------------------- | ------------------------------------------------------------------------- |
| Bestellcode                                        | LB8                            | LO3                                | LB9                                                                       | B2L                                                                       |
| VIN-Code                                           | S                              | H                                  | F                                                                         | 8                                                                         |
| Verfügbarkeit                                      | Standard beim Coupé            | Standard beim Cabriolet und IROC-Z | Optional beim IROC-Z                                                      | Optional beim IROC-Z                                                      |
| Motorname                                          | General Motors 60° V6 Gen II   | Turbo-Fire (Small Block Chevrolet) | Turbo-Fire (Small Block Chevrolet)                                        | Turbo-Fire (Small Block Chevrolet)                                        |
| Bremsleistung (netto SAE-PS) bei Drehzahl in min−1 | 135 SAE-HP bei 4900            | 170 SAE-HP bei 4400                | 220 SAE-HP bei 4400 (195 SAE-HP bei Automatikgetriebe)                    | 230 SAE-HP bei 4400                                                       |
| max. netto Drehmoment bei min−1                    | 217 Nm (160 lbf·ft) bei 3900   | 346 Nm (255 lbf·ft) bei 2400       | 393 Nm (290 lbf·ft) bei 3200                                              | 447 Nm (330 lbf·ft) bei 3200                                              |
| Verdichtung                                        | 8,9 : 1                        | 9,3 : 1                            | 9,3 : 1                                                                   | 9,3 : 1                                                                   |
| Gemischaufbereitung                                | Mehrpunkteinspritzung (MPI)    | Elektronische Einspritzung         | „Tuned Port“ Mehrpunkt-Saugrohr-Einspritzung (TPI), Elektronische Zündung | „Tuned Port“ Mehrpunkt-Saugrohr-Einspritzung (TPI), Elektronische Zündung |

### 1989
Im Modelljahr 1989 kehrte die (seit 1980 nicht mehr verwendete) Modellbezeichnung RS ins Camaro-Programm zurück. Der RS diente als neues Basismodell, der äußerlich dem früheren Z28 glich, aber serienmäßig als Coupé über den 2,8-Liter-V6-Motor verfügte (der TBI-Fünfliter-Motor war gegen Aufpreis erhältlich). Das Cabriolet wurde mit dem 170 SAE-HP starken V8 geliefert.
Den IROC-Z gab es mit dem LO3 220 SAE-HP starken TBI-Fünfliter-Motor mit zentraler Saugrohreinspritzung, als 220 SAE-HP starken LB9 TPI-Fünfliter-Motor und als 5,7-Liter-Motor L98 mit TPI und 230 SAE-HP. Letzterer war auf Wunsch mit neuem Doppelkat und 240 SAE-HP erhältlich. Erstmals war ein CD-Player als Extra verfügbar, eine im Fahrzeugschlüssel codierte elektronische Diebstahlsicherung war für alle Camaro Serie. Die Produktionszahlen fielen weiter auf 98.735 Fahrzeuge.
| Motorenauswahl Modelljahr 1989                     | Motorenauswahl Modelljahr 1989 | Motorenauswahl Modelljahr 1989                             | Motorenauswahl Modelljahr 1989                                            | Motorenauswahl Modelljahr 1989                                            |
| Chevrolet Camaro                                   | 173                            | 305                                                        | 305                                                                       | 350                                                                       |
| -------------------------------------------------- | ------------------------------ | ---------------------------------------------------------- | ------------------------------------------------------------------------- | ------------------------------------------------------------------------- |
| Bestellcode                                        | LB8                            | LO3                                                        | LB9                                                                       | B2L                                                                       |
| VIN-Code                                           | S                              | H                                                          | F                                                                         | 8                                                                         |
| Verfügbarkeit                                      | Standard beim Coupé            | Standard beim Cabriolet und IROC-Z, Optional beim RS-Coupé | Optional beim IROC-Z                                                      | Optional beim IROC-Z                                                      |
| Motorname                                          | General Motors 60° V6 Gen II   | Turbo-Fire (Small Block Chevrolet)                         | Turbo-Fire (Small Block Chevrolet)                                        | Turbo-Fire (Small Block Chevrolet)                                        |
| Bremsleistung (netto SAE-PS) bei Drehzahl in min−1 | 135 SAE-HP bei 4900            | 170 SAE-HP bei 4000                                        | 220 SAE-HP bei 4400 (195 SAE-HP bei Automatikgetriebe)                    | 240 SAE-HP bei 4400                                                       |
| max. netto Drehmoment bei min−1                    | 217 Nm (160 lbf·ft) bei 3900   | 346 Nm (255 lbf·ft) bei 2400                               | 393 Nm (290 lbf·ft) bei 3200                                              | 447 Nm (330 lbf·ft) bei 3200                                              |
| Verdichtung                                        | 8,9 : 1                        | 9,3 : 1                                                    | 9,3 : 1                                                                   | 9,3 : 1                                                                   |
| Gemischaufbereitung                                | Mehrpunkteinspritzung (MPI)    | Elektronische Einspritzung                                 | „Tuned Port“ Mehrpunkt-Saugrohr-Einspritzung (TPI), Elektronische Zündung | „Tuned Port“ Mehrpunkt-Saugrohr-Einspritzung (TPI), Elektronische Zündung |

### 1990

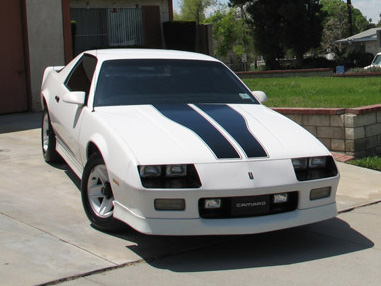
Chevrolet Camaro RS (1990)

Mit 35.048 Exemplaren stellte das Modelljahr einen neuen Tiefststand der Baureihe dar, der nicht zuletzt darauf zurückging, dass der überarbeitete Camaro recht früh eingeführt wurde. Es waren ab diesem Modelljahr ausschließlich Ausstattungspakete verfügbar.
1990 war das letzte Jahr für den IROC-Z. Chevrolet hatte den Vertrag mit der IROC-Rennserie nicht verlängert; dafür sprang Chrysler mit dem Dodge Daytona ein. Erstmals gab es im Camaro und dem Schwestermodell Pontiac Firebird einen Fahrerairbag. Der Hubraum des 2,8-Liter-V6-Motor wurde auf 3,1 Liter mit dem Motorcode LH0 vergrößert, er leistete 144 SAE-HP bei 4400 min−1. Neu war das halbmondförmige Armaturenbrett, das es im Camaro nur von 1990 bis 1992 gab.
| Motorenauswahl Modelljahr 1990                     | Motorenauswahl Modelljahr 1990 | Motorenauswahl Modelljahr 1990                                | Motorenauswahl Modelljahr 1990                                            | Motorenauswahl Modelljahr 1990                                            |
| Chevrolet Camaro                                   | 191                            | 305                                                           | 305                                                                       | 350                                                                       |
| -------------------------------------------------- | ------------------------------ | ------------------------------------------------------------- | ------------------------------------------------------------------------- | ------------------------------------------------------------------------- |
| Bestellcode                                        | LH0                            | LO3                                                           | LB9                                                                       | B2L                                                                       |
| VIN-Code                                           | T                              | E                                                             | F                                                                         | 8                                                                         |
| Verfügbarkeit                                      | Standard beim RS-Coupé         | Standard beim RS-Cabriolet und IROC-Z, Optional beim RS-Coupé | Optional beim IROC-Z                                                      | Optional beim IROC-Z                                                      |
| Motorname                                          | General Motors 60° V6 Gen II   | Turbo-Fire (Small Block Chevrolet)                            | Turbo-Fire (Small Block Chevrolet)                                        | Turbo-Fire (Small Block Chevrolet)                                        |
| Bremsleistung (netto SAE-PS) bei Drehzahl in min−1 | 144 SAE-HP bei 4400            | 170 SAE-HP bei 4000                                           | 220 SAE-HP bei 4400 (195 SAE-HP bei Automatikgetriebe)                    | 230 SAE-HP bei 4400                                                       |
| max. netto Drehmoment bei min−1                    | 244 Nm (180 lbf·ft) bei 3600   | 346 Nm (255 lbf·ft) bei 2400                                  | 393 Nm (290 lbf·ft) bei 3200                                              | 447 Nm (330 lbf·ft) bei 3200                                              |
| Verdichtung                                        | 8,8 : 1                        | 9,3 : 1                                                       | 9,3 : 1                                                                   | 9,3 : 1                                                                   |
| Gemischaufbereitung                                | Mehrpunkteinspritzung (MPI)    | Elektronische Einspritzung                                    | „Tuned Port“ Mehrpunkt-Saugrohr-Einspritzung (TPI), Elektronische Zündung | „Tuned Port“ Mehrpunkt-Saugrohr-Einspritzung (TPI), Elektronische Zündung |

### 1991
Mitte 1990 debütierte bereits der Camaro ’91. Alle Modelle erhielten ein Facelift mit einem Spoiler/Schweller-Paket für den RS und den Z28 – den IROC-Z gab es nicht mehr. Das Fahrzeug war knapp 4,90 Meter lang und über alles 1,85 Meter breit, seine Höhe betrug rund 1,28 Meter. Der Z28 besaß einen höheren Heckspoiler, weshalb die dritte Bremsleuchte wieder von innen an der Heckscheibe saß, und Hutzen auf der Motorhaube. Das Basis-RS-Modell bekam den LH0 3,1 Liter V6 mit 140 SAE-HP. Das RS-Cabriolet hingegen, wurde weiterhin mit dem 5,0 Liter V8 mit 170 SAE-HP motorisiert, der auch im Z28-Coupé und -Cabriolet der Standardmotor war. Optional waren der 5,0 Liter TPI-V8 mit 230 SAE-HP oder für den Z28 der 5,7 Liter TPI mit 245 SAE-HP bei 4400 min−1 erhältlich. Für das Modelljahr wurden 100.838 Camaro gebaut, davon waren 8.532 Cabriolets.
Erstmals wurde für Polizei-, Regierungs- und Militärbehörden das Spezialpaket B4C angeboten – ein RS mit Motor und Fahrwerk des Z28 sowie mit einem Motorölkühler, Scheibenbremsen an allen Rädern und einer teilgesperrten Hinterachse. Die Klimaanlage gehörte ebenfalls dazu. Knapp 600 Exemplare konnten verkauft werden.
| Motorenauswahl Modelljahr 1991                     | Motorenauswahl Modelljahr 1991 | Motorenauswahl Modelljahr 1991                             | Motorenauswahl Modelljahr 1991                                            | Motorenauswahl Modelljahr 1991                                            |
| Chevrolet Camaro                                   | 191                            | 305                                                        | 305                                                                       | 350                                                                       |
| -------------------------------------------------- | ------------------------------ | ---------------------------------------------------------- | ------------------------------------------------------------------------- | ------------------------------------------------------------------------- |
| Bestellcode                                        | LH0                            | LO3                                                        | LB9                                                                       | B2L                                                                       |
| VIN-Code                                           | T                              | E                                                          | F                                                                         | 8                                                                         |
| Verfügbarkeit                                      | Standard beim RS-Coupé         | Standard beim RS-Cabriolet und Z28, Optional beim RS-Coupé | Optional beim Z28                                                         | Optional beim Z28                                                         |
| Motorname                                          | General Motors 60° V6 Gen II   | Turbo-Fire (Small Block Chevrolet)                         | Turbo-Fire (Small Block Chevrolet)                                        | Turbo-Fire (Small Block Chevrolet)                                        |
| Bremsleistung (netto SAE-PS) bei Drehzahl in min−1 | 140 SAE-HP bei 4400            | 170 SAE-HP bei 4000                                        | 230 SAE-HP bei 4400 (195 SAE-HP bei Automatikgetriebe)                    | 245 SAE-HP bei 4400                                                       |
| max. netto Drehmoment bei min−1                    | 244 Nm (180 lbf·ft) bei 3800   | 346 Nm (255 lbf·ft) bei 2400                               | 393 Nm (290 lbf·ft) bei 3200                                              | 468 Nm (345 lbf·ft) bei 3200                                              |
| Verdichtung                                        | 8,8 : 1                        | 9,3 : 1                                                    | 9,3 : 1                                                                   | 9,3 : 1                                                                   |
| Gemischaufbereitung                                | Mehrpunkteinspritzung (MPI)    | Elektronische Einspritzung                                 | „Tuned Port“ Mehrpunkt-Saugrohr-Einspritzung (TPI), Elektronische Zündung | „Tuned Port“ Mehrpunkt-Saugrohr-Einspritzung (TPI), Elektronische Zündung |

### 1992
Das Modelljahr 1992 war das letzte für den Camaro der dritten Generation. Chevrolet plante zum 25. Geburtstag ein Sondermodell mit den Alu-Zylinderköpfen der Corvette, Sportauspuffkrümmer und Sechsganggetriebe anzubieten, was dann aber auf den Markt kam, beschränkte sich auf ein Modell mit speziellen Zierstreifen und Emblemen. Das unter dem Namen „Heritage Edition“ angebotene Paket Z03 war für jedes Modell wählbar und kostete 175 USD. Für das 1992 Modelljahr gab es keine wesentlichen Änderungen mehr. Das RS-Modell sowie der Z28 waren als Coupé und Cabriolet verfügbar. Es wurden 66.191 Coupés und 3.816 Cabriolets gebaut. Für das Werk in Van Nuys war es das letzte Jahr in dem dort Camaros gefertigt wurden, die nächste Generation wurde in einem neuen Werk in Kanada hergestellt.
Der Camaro mit dem B4C-Paket erhielt spezielle Bremsen und Fahrwerksteile, womit er zu einem der besten Camaro der dritten Generation avancierte. Knapp 500 Fahrzeuge des Modelljahres 1992 wurden mit dem Paket verkauft. Das B4C-Paket gab es später auch wieder am Nachfolgemodell.
Die Einführung der vierten Generation erfolgte Anfang 1993.
| Motorenauswahl Modelljahr 1992                     | Motorenauswahl Modelljahr 1992 | Motorenauswahl Modelljahr 1992                     | Motorenauswahl Modelljahr 1992                                            | Motorenauswahl Modelljahr 1992                                            |
| Chevrolet Camaro                                   | 191                            | 305                                                | 305                                                                       | 350                                                                       |
| -------------------------------------------------- | ------------------------------ | -------------------------------------------------- | ------------------------------------------------------------------------- | ------------------------------------------------------------------------- |
| Bestellcode                                        | LH0                            | LO3                                                | LB9                                                                       | B2L                                                                       |
| VIN-Code                                           | T                              | E                                                  | F                                                                         | 8                                                                         |
| Verfügbarkeit                                      | Standard beim RS-Coupé         | Standard beim RS-Cabriolet, Optional beim RS-Coupé | Standard beim Z28                                                         | Optional beim Z28                                                         |
| Motorname                                          | General Motors 60° V6 Gen II   | Turbo-Fire (Small Block Chevrolet)                 | Turbo-Fire (Small Block Chevrolet)                                        | Turbo-Fire (Small Block Chevrolet)                                        |
| Bremsleistung (netto SAE-PS) bei Drehzahl in min−1 | 140 SAE-HP bei 4400            | 170 SAE-HP bei 4000                                | 230 SAE-HP bei 4400 (195 SAE-HP bei Automatikgetriebe)                    | 245 SAE-HP bei 4400                                                       |
| max. netto Drehmoment bei min−1                    | 244 Nm (180 lbf·ft) bei 3600   | 346 Nm (255 lbf·ft) bei 2400                       | 386 Nm (285 lbf·ft) bei 2400                                              | 468 Nm (345 lbf·ft) bei 3200                                              |
| Verdichtung                                        | 8,8 : 1                        | 9,3 : 1                                            | 9,3 : 1                                                                   | 9,3 : 1                                                                   |
| Gemischaufbereitung                                | Mehrpunkteinspritzung (MPI)    | Elektronische Einspritzung                         | „Tuned Port“ Mehrpunkt-Saugrohr-Einspritzung (TPI), Elektronische Zündung | „Tuned Port“ Mehrpunkt-Saugrohr-Einspritzung (TPI), Elektronische Zündung |

## Preisentwicklung der 3. Generation
Der Listenpreis bezieht sich auf die jeweils kleinste Motorisierung ohne weitere Optionen. In der hellblauen Spalte stehen die gerundeten Preise nach Bereinigung der Inflation (mit Stand 2025) und Umrechnung zum aktuellen Wechselkurs von US-Dollar in Euro für jeweils das erste und letzte Modelljahr, in dem die Variante verfügbar war.
| Fahrzeugvariante      | ca. Preis 2025 in EUR | 1982                                                              | 1983                                                              | 1984                                                              | 1985                                                              | 1986                                                              | 1987                                                              | 1988                                                              | 1989                                                              | 1990                                                              | 1991                                                              | 1992                                                              | ca. Preis 2025 in EUR |
| --------------------- | --------------------- | ----------------------------------------------------------------- | ----------------------------------------------------------------- | ----------------------------------------------------------------- | ----------------------------------------------------------------- | ----------------------------------------------------------------- | ----------------------------------------------------------------- | ----------------------------------------------------------------- | ----------------------------------------------------------------- | ----------------------------------------------------------------- | ----------------------------------------------------------------- | ----------------------------------------------------------------- | --------------------- |
| Basis Coupé (R4)      | 21.300                | 7.631                                                             | 7.845                                                             | 7.995                                                             | 8.363                                                             | 9.035                                                             | kein 4-Zylinder mehr im Angebot                                   | kein 4-Zylinder mehr im Angebot                                   | kein 4-Zylinder mehr im Angebot                                   | kein 4-Zylinder mehr im Angebot                                   | kein 4-Zylinder mehr im Angebot                                   | kein 4-Zylinder mehr im Angebot                                   | 22.200                |
| Basis Coupé (V6)      | 21.600                | 7.755                                                             | 8.186                                                             | 8.245                                                             | 8.698                                                             | 9.285                                                             | 9.995                                                             | 10.995                                                            | 11.495                                                            | 10.995                                                            | 12.180                                                            | 12.075                                                            | 23.200                |
| Basis Coupé (V8)      | 22.100                | 7.925                                                             | 8.386                                                             | 8.545                                                             | 8.998                                                             | 9.685                                                             | 10.395                                                            | 11.395                                                            | 11.895                                                            | 11.345                                                            | 12.530                                                            | 12.444                                                            | 23.900                |
| Basis-Cabriolet (V6)  | 35.500                |                                                                   |                                                                   |                                                                   |                                                                   |                                                                   |                                                                   |                                                                   |                                                                   |                                                                   | 17.960                                                            | 18.055                                                            | 34.700                |
| Basis Cabriolet (V8)  | 35.100                |                                                                   |                                                                   |                                                                   |                                                                   |                                                                   | 14.794                                                            | 16.255                                                            | 16.995                                                            | 16.880                                                            | 18.310                                                            | 18.424                                                            | 37.300                |
| Berlinetta Coupé (V6) | 25.900                | 9.266                                                             | 9.881                                                             | 10.895                                                            | 11.060                                                            | 11.902                                                            |                                                                   |                                                                   |                                                                   |                                                                   |                                                                   |                                                                   | 29.200                |
| Berlinetta Coupé (V8) | 26.300                | 9.436                                                             | 10.106                                                            | 11.270                                                            | 11.360                                                            | 12.302                                                            |                                                                   |                                                                   |                                                                   |                                                                   |                                                                   |                                                                   | 30.200                |
| LT Coupé (V8)         | 27.300                |                                                                   |                                                                   |                                                                   |                                                                   |                                                                   | 11.517                                                            |                                                                   |                                                                   |                                                                   |                                                                   |                                                                   | 27.300                |
| LT Cabriolet (V8)     | 28.300                |                                                                   |                                                                   |                                                                   |                                                                   |                                                                   | 11.917                                                            |                                                                   |                                                                   |                                                                   |                                                                   |                                                                   | 28.300                |
| Z28 Coupé (V8)        | 27.100                | 9.700                                                             | 10.336                                                            | 10.620                                                            | 11.060                                                            | 11.902                                                            | 12.819                                                            | kein Z28                                                          | kein Z28                                                          | kein Z28                                                          | 15.455                                                            | 16.055                                                            | 30.800                |
| Z28 Cabriolet (V8)    | 40.800                |                                                                   |                                                                   |                                                                   |                                                                   |                                                                   | 17.218                                                            | kein Z28                                                          | kein Z28                                                          | kein Z28                                                          | 20.815                                                            | 21.500                                                            | 41.300                |
| IROC-Z Coupé (V8)     | 29.300                |                                                                   |                                                                   |                                                                   | 11.719                                                            | 12.561                                                            | 13.488                                                            | 13.490                                                            | 14.145                                                            | 14.145                                                            |                                                                   |                                                                   | 29.100                |
| IROC-Z Cabriolet (V8) | 27.800                |                                                                   |                                                                   |                                                                   |                                                                   |                                                                   | 17.917                                                            | 18.015                                                            | 18.945                                                            | 18.945                                                            |                                                                   |                                                                   | 39.000                |
| Hinweis:              |                       | Basis-Camaro Coupé und Cabriolet ab 1989 nur noch als Rally Sport | Basis-Camaro Coupé und Cabriolet ab 1989 nur noch als Rally Sport | Basis-Camaro Coupé und Cabriolet ab 1989 nur noch als Rally Sport | Basis-Camaro Coupé und Cabriolet ab 1989 nur noch als Rally Sport | Basis-Camaro Coupé und Cabriolet ab 1989 nur noch als Rally Sport | Basis-Camaro Coupé und Cabriolet ab 1989 nur noch als Rally Sport | Basis-Camaro Coupé und Cabriolet ab 1989 nur noch als Rally Sport | Basis-Camaro Coupé und Cabriolet ab 1989 nur noch als Rally Sport | Basis-Camaro Coupé und Cabriolet ab 1989 nur noch als Rally Sport | Basis-Camaro Coupé und Cabriolet ab 1989 nur noch als Rally Sport | Basis-Camaro Coupé und Cabriolet ab 1989 nur noch als Rally Sport |                       |

## Galerie

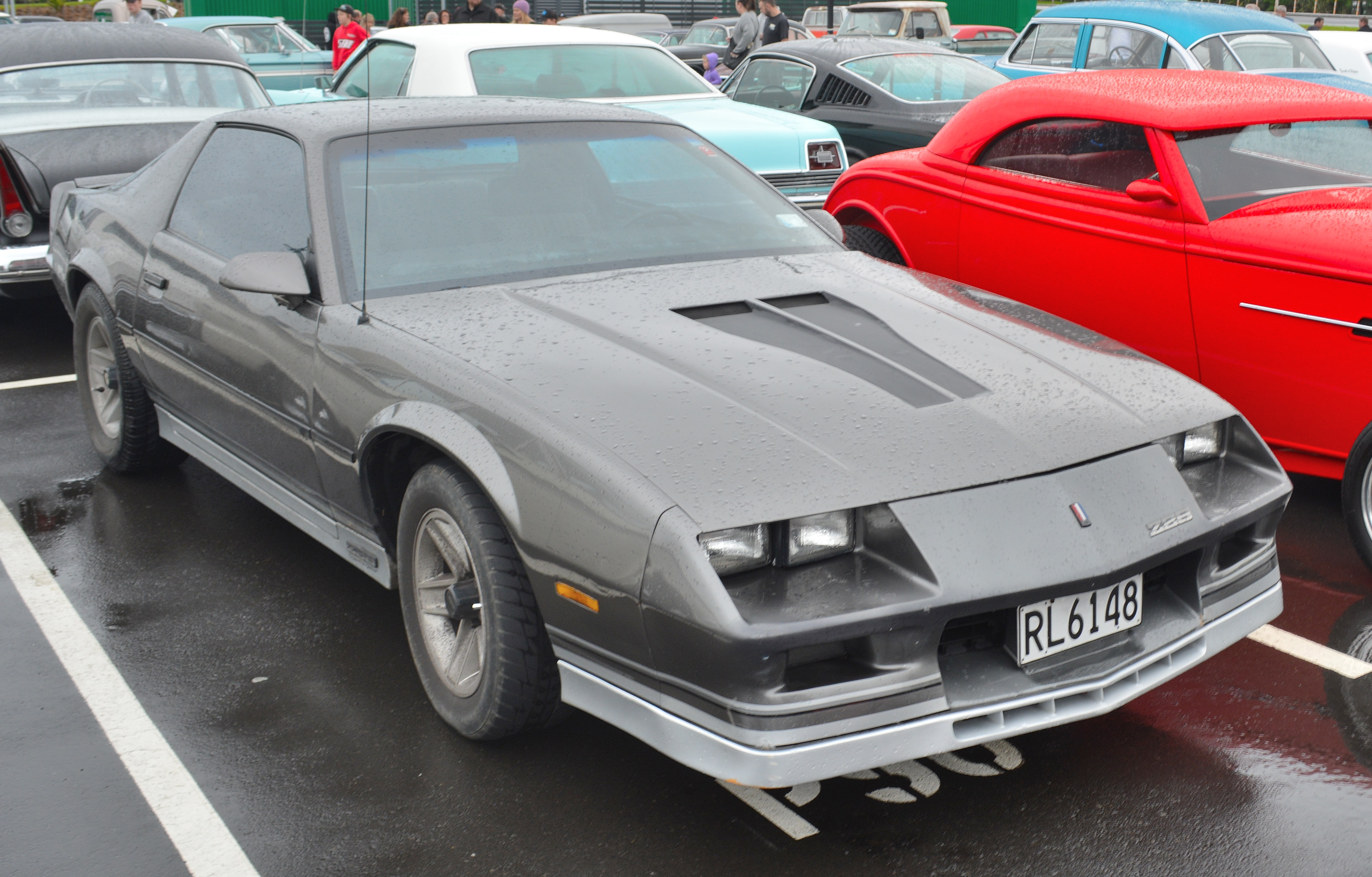
1982 Chevrolet Camaro Z28
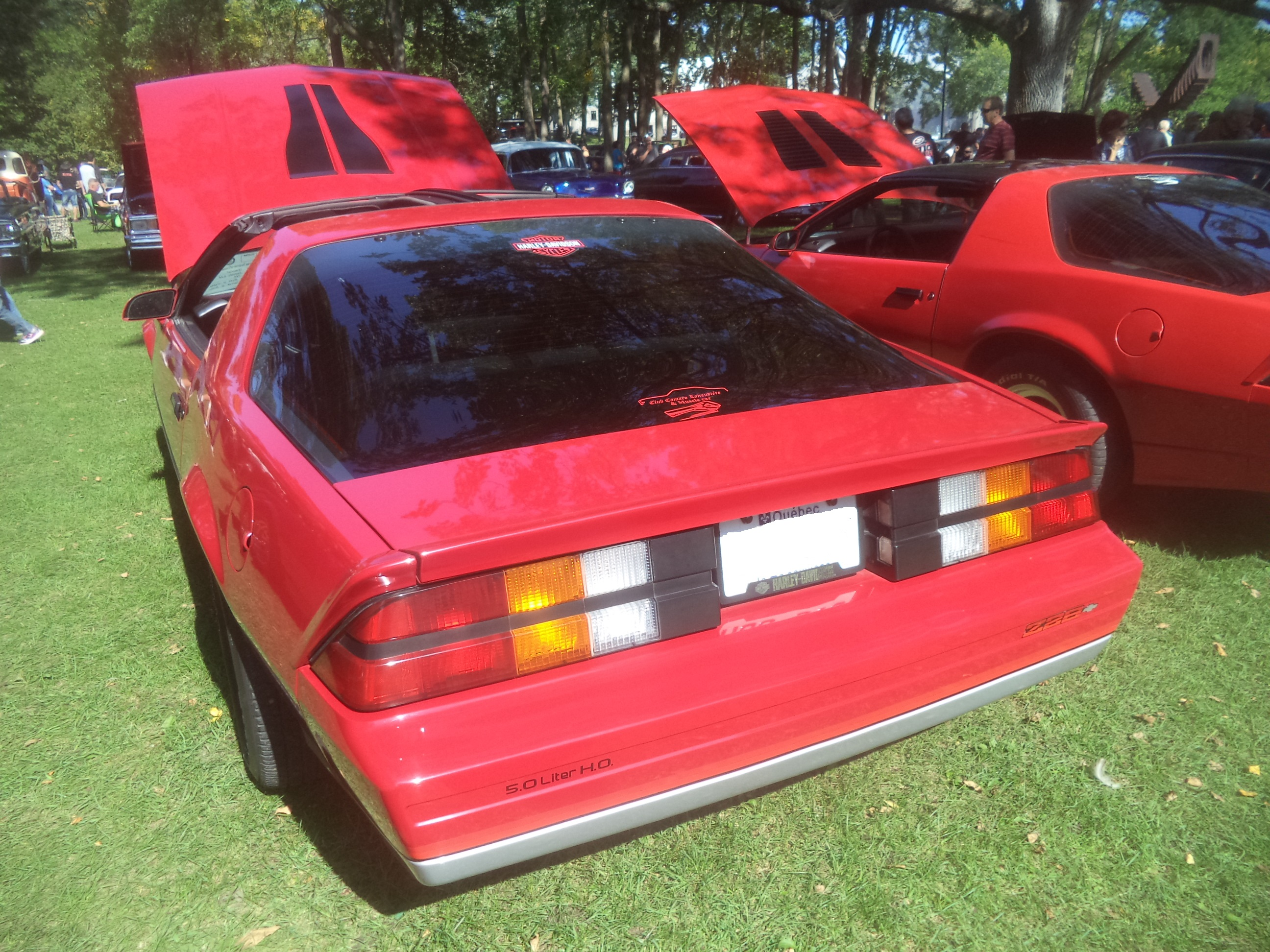
1982–1984 Chevrolet Camaro Z28
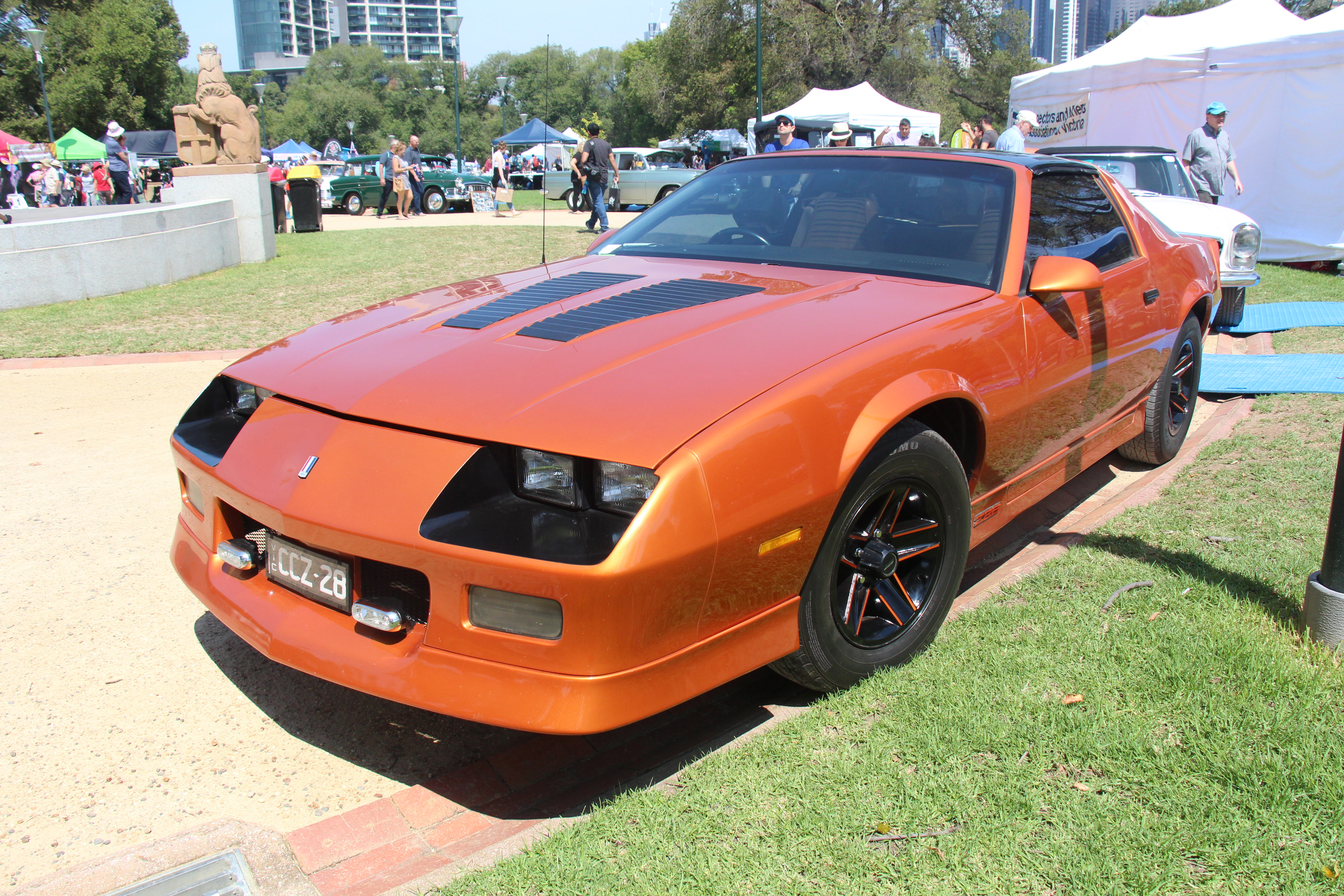
1985 Chevrolet Camaro Z28
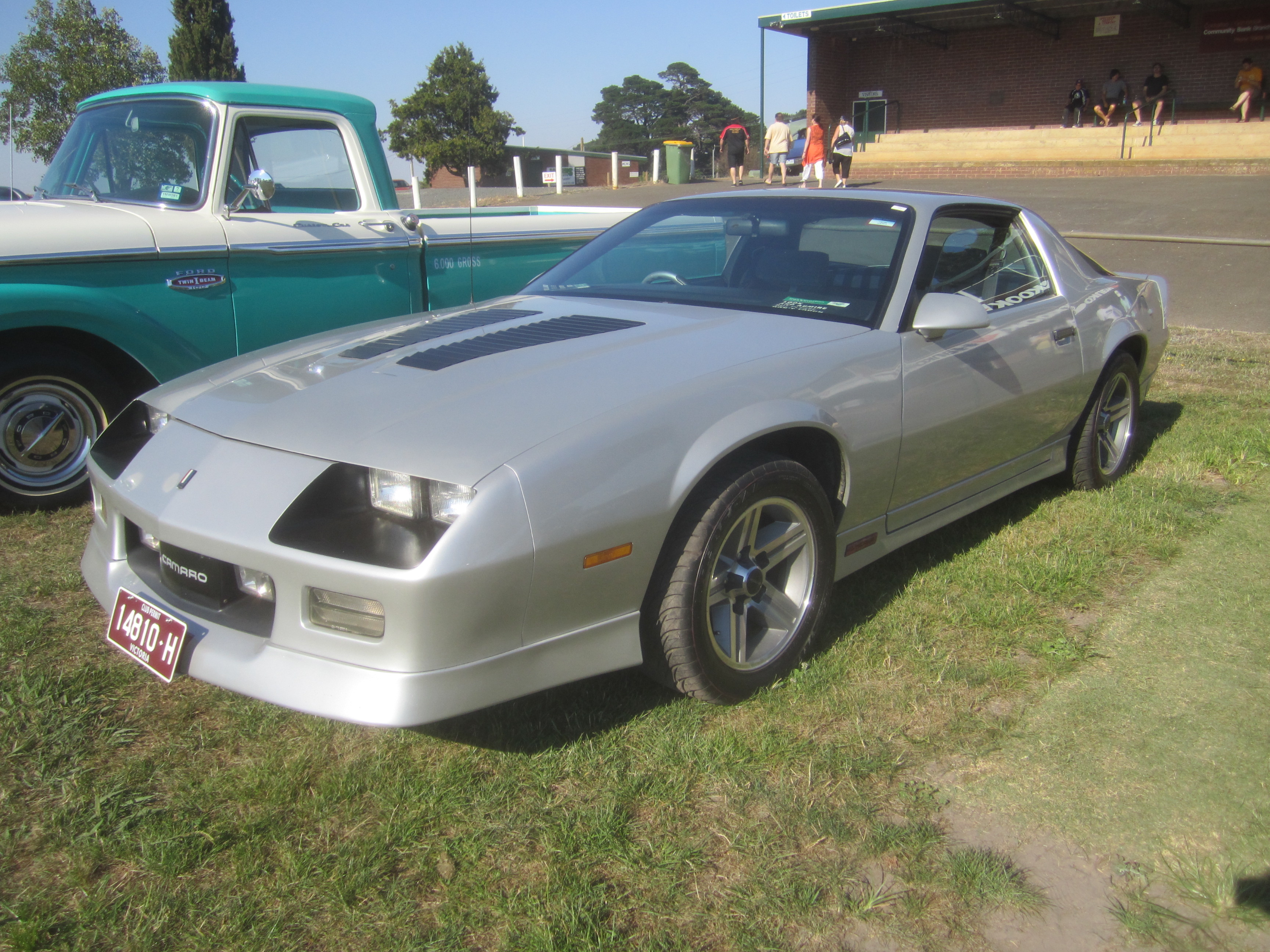
1986 Chevrolet Camaro Z28
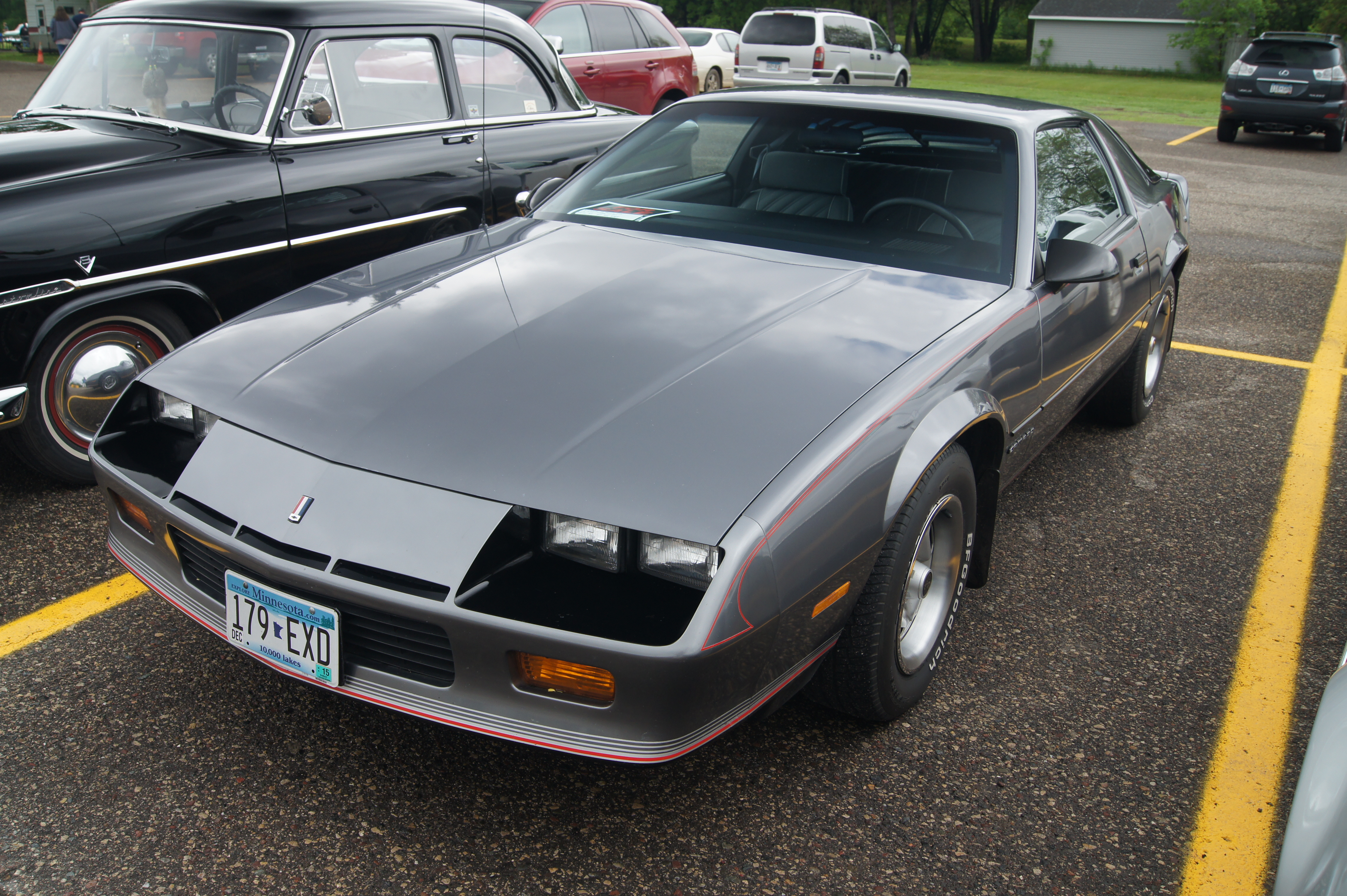
1987 Chevrolet Camaro
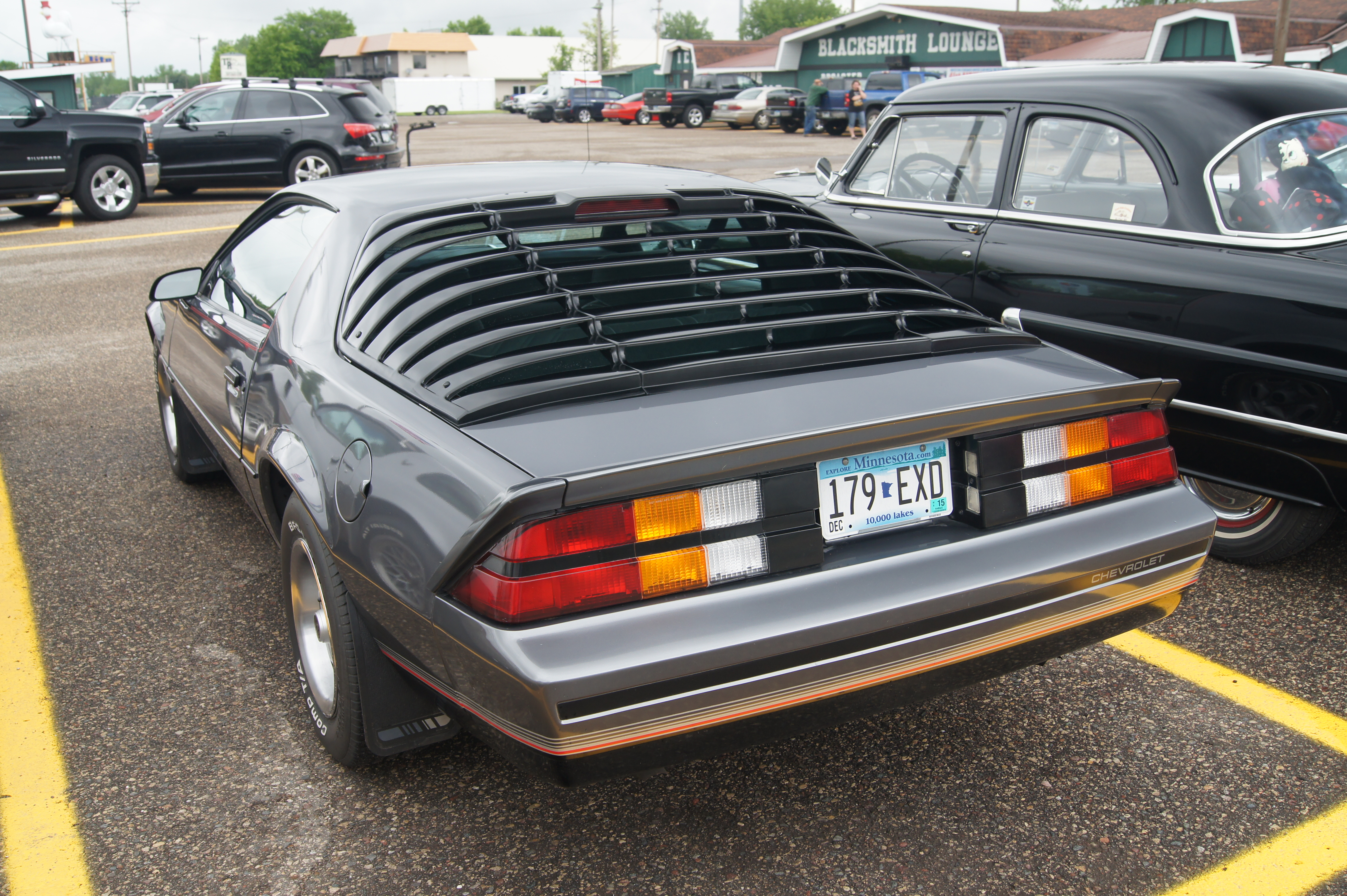
1987 Chevrolet Camaro